# La gran ilusión
La gran ilusión (título original en francés: La grande illusion) es una película francesa de 1937 dirigida por Jean Renoir. Es considerada la primera de sus obras maestras. Se rodó entre febrero y mayo de 1937. Estuvo censurada en Italia antes de la guerra; en Bélgica ni siquiera se llegó a estrenar y fue nombrada enemiga cinematográfica n.º 1 por el ministro de Propaganda alemán, Joseph Goebbels.

## Argumento
Narra la historia de un grupo de prisioneros franceses en un campo de concentración alemán durante la Primera Guerra Mundial. La película tiene como tema las diferencias sociales existentes en Europa antes de dicho conflicto, así como las consecuencias que devendrían posteriormente.

## Reparto

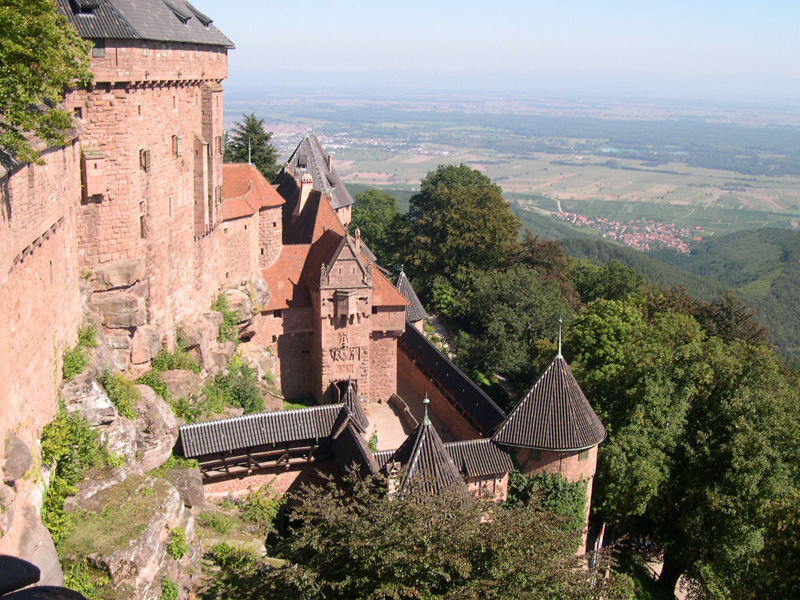
El Castillo de Haut-Koenigsbourg usado en la película.

- Jean Gabin - Teniente Maréchal, un oficial francés, de modesta condición social
- Marcel Dalio - Teniente Rosenthal, un oficial francés, nuevo rico de ascendencia judía
- Pierre Fresnay - Capitán de Boeldieu, un oficial y aristócrata francés
- Erich von Stroheim - Capitán (más tarde mayor) von Rauffenstein, un oficial alemán y aristócrata
- Dita Parlo - Elsa, una granjera alemana viuda
- Julien Carette - Cartier, el intérprete del vodevil
- Gaston Modot - un ingeniero
- Georges Péclet - un oficial
- Werner Florian - Sgt. Arthur
- Jean Dasté - un profesor
- Sylvain Itkine - Teniente Demolder

## Premios
Premios del Círculo de Críticos de Cine de Nueva York
| Categoría                           | Resultado |
| ----------------------------------- | --------- |
| Mejor película en lengua extranjera | Ganadora  |

Fue nominada al Óscar a mejor película en la 11.ª entrega, convirtiéndola en la primera película de habla no inglesa en ser nominada en dicha categoría en la historia del Óscar.